# Greenland Centre (Xi'an)

Le Greenland Centre est un gratte-ciel de 101 étages en construction à Xi'an en Chine. Il devrait culminer à 498 mètres et devenir ainsi l'un des plus hauts gratte-ciel du monde. Le Xian Center est situé dans le quartier d'affaires de Xi'an, à l'est du lac Jinji, deux autres tours également en construction dont l'achèvement est respectivement prévu pour 2019 ou plus.

## Construction
La construction a commencé début 2019. Elle est actuellement au point mort. 